# 江仁屋離島

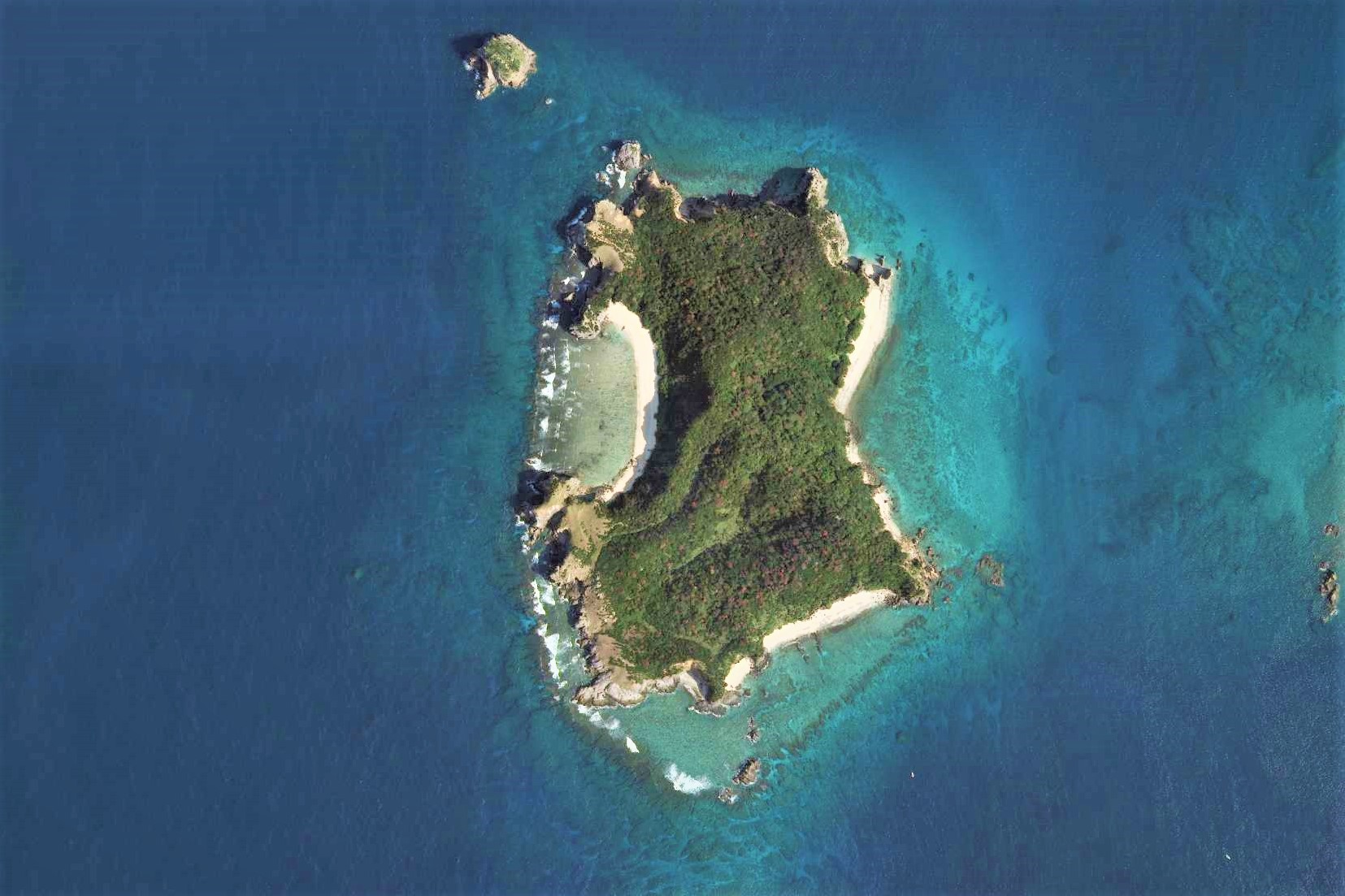
江仁屋離島の空中写真。2008年撮影。
。

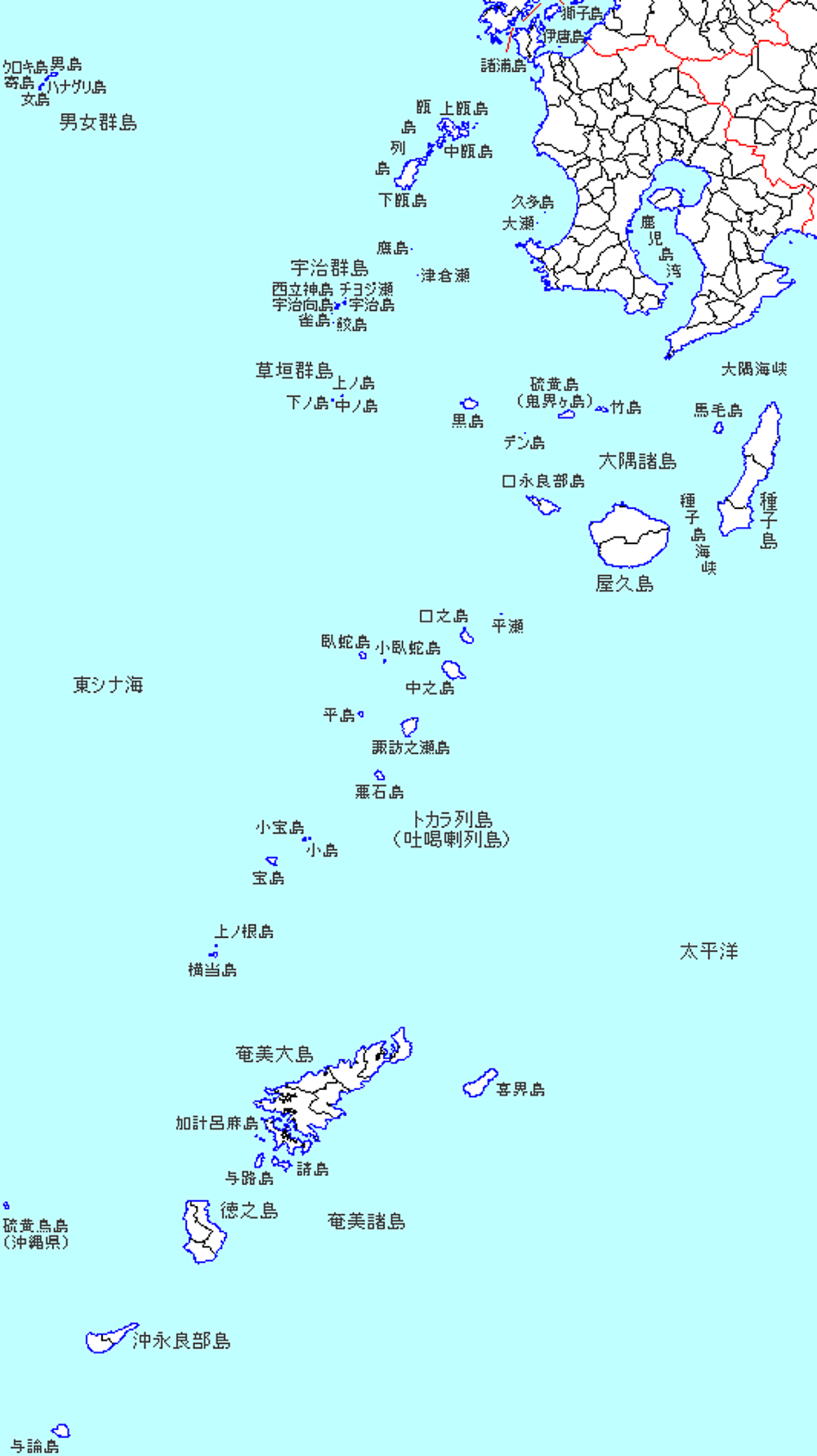
奄美群島（薩南諸島南部）

江仁屋離島（えにやばなれじま）は鹿児島県大島郡瀬戸内町に属する、奄美群島の無人島。面積は0.31平方キロメートル。加計呂麻島実久の北西沖1.5キロメートルに位置し、大島海峡を挟んで奄美大島南岸と向かい合っている。
南西300メートル沖に破瀬、北西1.7km沖に赤瀬がある。
1921年（大正10年）、奄美大島要塞付属の江仁屋離島砲台が着工され、1945年（昭和20年）の終戦まで帝国陸軍によって運用された。現在でも、山頂付近には兵舎跡がある。
島全域が奄美群島国立公園に含まれており、森永製菓、森永乳業が1998年から合同で行っている「森永リトルエンゼル育成 無人島探検隊」の実施場所でもあったが、2015年からは地元自治会の了承を得られず中止となった。
NPO法人自然体験活動支援センターの実施している「奄美大島無人島生活体験教室」の実施場所でもある。
鹿児島県立奄美少年自然の家が実施している「奄美クリエイティブ・ワイルド・アドベンチャー - 無人島冒険の旅 -」の実施場所でもある。
陸海空の自衛隊が離島奪還訓練を行っており、中国人による全島買い上げ提案がなされたと報道された。